# Грав'єра
Грав'єра (грец. γραβιέρα) — грецький сир, вироблений у Греції, головним чином на Криті, Лесбосі і Наксосе. Не варто плутати зі швейцарським сиром грюєр.
Грав'єра другий за популярностью сир у Греції після фети. Існує кілька видів цього сиру, кожен з яких відрізняється часом витримки та типом молока, з якого виготовляється. Критська грав'єра готується головним чином з молока вівці й дозріває не менше п'яти місяців. Сир має злегка солодкуватий смак і карамельний аромат. На острові Наксос грав'єру виготовляють переважно з коров'ячого молока.
Грав'єра універсальний сир. Його можна використовувати як самостійну закуску або як добавку до пасти. Крім того, грав'єра часто використовується в салатах або обсмажується як саганакі.